# Nationella säkerhetsrådet
Nationella säkerhetsrådet i Sverige är en instans under den svenska regeringen där frågor om nationell säkerhet diskuteras och där säkerhetssamarbete mellan olika departement samordnas. Flera andra länder har liknande råd, vilka ofta har fungerat som inspiration för beslutet att inrätta det svenska Nationella säkerhetsrådet.

## Rådets sammansättning
Nationella säkerhetsrådet leds av statsministern och utgör en central del av Sveriges arbete med frågor kring nationell säkerhet. Medlemmarna i rådet består huvudsakligen av regeringsledamöter som ansvarar för områden med direkt koppling till Sveriges säkerhet. Dessa inkluderar justitieministern, som ansvarar för rättsväsendet och brottsbekämpning; utrikesministern, som hanterar utrikespolitiska frågor; försvarsministern, som ansvarar för det militära försvaret; civilförsvarsministern, som arbetar med krisberedskap och samhällsskydd; samt finansministern, som spelar en nyckelroll i att säkra ekonomiska resurser för säkerhetsrelaterade insatser.
Även om de nämnda medlemmarna utgör kärnan av Nationella säkerhetsrådet och har rätt att delta i alla möten, har statsministern mandat att bjuda in andra relevanta aktörer för att bidra med expertis och insikter vid behov. Sådana inbjudningar har hittills riktats till partiledare från samtliga riksdagspartier, vilket främjar en bred demokratisk diskussion kring säkerhetsfrågor. Dessutom har rikspolischefen och överbefälhavaren för Försvarsmakten deltagit vid specifika möten. Dessa inbjudningar förstärker kopplingen mellan rådets arbete och de operativa myndigheterna som ansvarar för att genomföra de säkerhetspolitiska strategier som beslutas. Det nationella säkerhetsrådet sammanträder varannan vecka men har möjlighet att, vid allvarliga kriser och händelser sammankallas med kort varsel.
På detta sätt fungerar Nationella säkerhetsrådet som en plattform för att föra samman politiska och operativa ledare, vilket underlättar en samordnad och effektiv hantering av Sveriges säkerhetsutmaningar. Rådets flexibla sammansättning gör det möjligt att anpassa diskussionerna efter aktuella hotbilder och säkerhetsfrågor, vilket är avgörande för att kunna möta en snabbt föränderlig omvärld.

## Nationella säkerhetsrådets tillkomst
Nationella säkerhetsrådet tillkännagavs för första gången av statsminister Ulf Kristersson i hans regeringsförklaring den 18 oktober 2022. Trots att själva inrättandet skedde under Kristerssons ledarskap, hade förslaget om att skapa ett sådant råd funnits i många år. Redan under Stefan Löfvens tid som statsminister existerade ett Säkerhetspolitiskt råd, vilket kan ses som en föregångare till det nuvarande Nationella säkerhetsrådet. Det politiska säkerhetsrådet fungerade som ett forum för diskussioner om säkerhetsfrågor, men hade inte samma omfattande struktur eller mandat som det nya rådet.
Ett viktigt steg i att forma Nationella säkerhetsrådet togs den 10 november 2022, då Henrik Landerholm utsågs till Sveriges första nationella säkerhetsrådgivare. Landerholm, som har en bakgrund som diplomat och officer, fick i uppdrag att ge statsministern råd om hur säkerhetsrådet skulle struktureras och operera. Hans roll som rådgivare markerade ett skifte mot en mer formell och institutionell hantering av säkerhetsfrågor på högsta regeringsnivå.
Landerholms uppdrag innebar att lägga grunden för ett effektivt samarbete mellan olika departement och myndigheter inom ramen för säkerhetsrådet. Det inkluderade att identifiera nyckelområden där samordning var avgörande, samt att utveckla rutiner för att snabbt kunna reagera på säkerhetshot mot landet. Hans arbete signalerade en tydlig ambition att stärka Sveriges nationella säkerhetsstruktur i en tid av ökad geopolitisk osäkerhet och växande säkerhetsutmaningar, både nationellt och internationellt.
Genom skapandet av Nationella säkerhetsrådet och tillsättandet av en nationell säkerhetsrådgivare tog Sverige ett betydande steg mot att modernisera och centralisera sitt arbete med säkerhetsfrågor. Detta markerar en tydlig anpassning till liknande strukturer i andra länder, där nationella säkerhetsråd ofta spelar en avgörande roll för att hantera strategiska utmaningar och nationella hot.

## Regeringens nationella säkerhetsrådgivare
Regeringens nationella säkerhetsrådgivare är den tjänsteman som ansvarar för att bistå och ge råd till Nationella säkerhetsrådet och statsministern. Rådgivaren har även uppdraget att hantera säkerhetsrådets löpande ärenden och säkerställa att rådet får tillgång till den analys och information som krävs för att fatta välgrundade beslut.
Den nationella säkerhetsrådgivaren utses av statsministern och tjänstgör på statsministerns förtroende. Detta innebär att rådgivaren inte har en fast anställningstid, utan kan avsättas eller bytas ut efter statsministerns önskemål. Rådgivarens månadslön är 110 000 svenska kronor, vilket motsvarar lönen för en generaldirektör vid en statlig myndighet. Denna nivå signalerar tjänstens höga betydelse och ansvar inom den svenska statsförvaltningen.
Sedan den 28 juli 2025 är Niclas Kvarnström nationell säkerhetsrådgivare.
| No. | Bild | Namn                    | Tillträde        | Avgick          | Tidsperiod         | Statsminister       |
| 1.  |      | Henrik Landerholm       | 10 november 2022 | 27 januari 2025 | 2 år och 78 dagar  | Ulf Kristersson (M) |
|     |      | Annika Brändström (tf.) | 27 januari 2025  | 8 maj 2025      | 0 år och 101 dagar | Ulf Kristersson (M) |
| 2.  |      | Tobias Thyberg          | 8 maj 2025       | 9 maj 2025      | 1 dag              | Ulf Kristersson (M) |
|     |      | Annika Brändström (tf.) | 9 maj 2025       | 28 juli 2025    | 0 år och 80 dagar  | Ulf Kristersson (M) |
| 3.  |      | Niclas Kvarnström       | 28 juli 2025     |                 | 0 år och 0 dagar   | Ulf Kristersson (M) |

## Händelserna kring Henrik Landerholms avgång
Henrik Landerholm avgick den 27 januari 2025 från sin tjänst som Sveriges nationella säkerhetsrådgivare efter att en förundersökning inletts mot honom. Anledningen var att han hade glömt kvar sekretessbelagda handlingar i ett skåp på en kursgård. Minst en av dessa handlingar var säkerhetsskyddsklassificerad, vilket innebär att dess innehåll kan skada Sveriges säkerhet om det röjs. Förundersökningen leds av chefsåklagare Per Lindqvist och rubriceras som misstänkt vårdslöshet med hemlig uppgift. Utredningen syftar till att fastställa om det finns något straffrättsligt ansvar i ärendet. Landerholm informerade statsminister Ulf Kristersson om händelsen och de kom överens om att han under rådande omständigheter inte längre kunde fullgöra sina arbetsuppgifter. 
Tidigare hade Landerholm varit föremål för kritik, bland annat för att ha låtit skattebetalarna bekosta privata resor till Berlin och för att ha slarvat med sekretessbelagda handlingar. Oppositionen, inklusive Socialdemokraternas försvarspolitiska talesperson Peter Hultqvist, hade krävt hans avgång.